# Six Companies
Six Companies, Inc. was een joint venture van aannemers die werd gevormd om de Hooverdam te bouwen. Daarna werd ook de Grand Couleedam gebouwd en andere grote projecten. Het was een consortium van zes kleinere aannemers dat aansluiting zocht om op het Hoover Dam contract te kunnen bieden. Door de enorme grootte van de stuwdam had geen enkele aannemer de middelen om alleen een offerte uit te brengen. Six Companies begon het werk rond juni 1931 en bestond uit:
1. Morrison-Knudsen uit Boise, Idaho 10%,
2. Utah Construction Company uit Ogden, Utah 20%,
3. Pacific Bridge Company uit Portland, Oregon 10%,
4. Bechtel Corporation uit San Francisco, Californië en Henry J. Kaiser uit Oakland, Californië, (Bechtel-Kaiser) 30%
5. MacDonald and Kahn uit Los Angeles, Californië 20%
6. J.F. Shea uit Portland, Oregon 10%

De dam was twee jaar eerder gereed dan gepland na een bod van $48.890.955. Het project was zo complex en groot dat slechts drie offertes werden ontvangen. De offerte van Six Companies was $5.000.000 lager dan dat van de laagste volgende offerte.

## Spoorweg
De Six Companies hadden ook een spoorweg van 30,7 km met dezelfde naam. Het verbond de U.S. Government Railroad (Hoover Dam) langs de Hemeway Wash bij Lawler, Nevada bij een locatie die ook bekendstond als "U.S. Government Junction". Vanaf Lawler ging de spoorweg 11 km noord naar Saddle Island en van daar oost naar een kiezel groeve (Three-Way Junction) die nu onder water staat in Lake Mead. Vanaf de groeve splitste de spoorweg zich in twee takken. Eén tak ging 7,7 km zuid naar de Hoover Dam via Cape Horn, Lomix (Low Level Concrete Mixing Plant) en Himix (High Level Concrete Mixing Plant) en de voorkant van de dam. De andere tak staat nu ook onder water in Lake Mead en liep 11,7 km noord over de Las Vegas Wash, over de Colorado River Arizona in naar de Arizona groeve (Arizona Gravel Deposits), 3 km van Callville.
De spoorweg werd gelegd door John Phillips uit San Francisco, Californië. De dam werd geopend in september 1935 en de Six Companies spoorweg staat nu diep onder water.
De U.S. Government Railroad had een tak van 16 km die voorraden bracht via een verbinding met de Union Pacific Railroad Boulder City tak bij Boulder City, Nevada.